# Авиокатастрофа край Техеран (2020)
Самолет на Международните авиолинии на Украйна (съкратено МАУ) пада край Техеран на 8 януари 2020 г.
Полет 752 (PS752) е редовен международен пътнически полет от Техеран до Киев, изпълняван от МАУ. Самолет „Боинг 737 – 800“, изпълнявал полета, вследствие от човешка грешка е свален от Ислямския революционен гвардейски корпус на Иран малко след излитането му от международното летище „Имам Хомейни“ в Техеран. Всичките 176 души на борда (пътници и екипаж) загиват.
Тази самолетна катастрофа е с най-много жертви в авиационната история на Иран за повече от десетилетие. Това е първият фатален инцидент за „Международни авиолинии на Украйна“ от началото на работата ѝ през 1992 г.
Отначало местните власти отричат, че самолетът е свален от Иран, наричайки твърденията за ракетно попадение в него са „психологическа война“ и заявявайки, че е имал технически проблем. Посолството на Украйна в Иран отначало съобщава, че самолетът не е свален от ракета, след това съобщението е свалено и коригирано.
Украинските власти заявяват, че имат 6 работни версии за причини за авиокатастрофата, сред които са:
- поражение от зенитна ракета, възможно от зенитен комплекс „Тор“ (SA-15 Gauntlet), произведен в Русия;
- сблъсък с безпилотен апарат или друг обект във въздуха;
- разрушаване и избухване на двигател по технически причини;
- взрив в самолета от терористичен акт[4]

Американски, канадски и британски официални лица казват, че по техни данни самолетът е свален от ракета „земя-въздух“ Tor M1, изстреляна от Иран. Канадският премиер Джъстин Трюдо заявява, че разузнаването на Канада, както и доказателствата, предоставени от разузнавателните агенции на САЩ, сочат, че самолетът е свален.
Инцидентът става в период на силно напрежение между САЩ и Иран след въздушен удар, убил в Ирак иранския генерал-майор Касем Солеймани, и след ответни ирански въздушни атаки с балистични ракети срещу военни обекти на САЩ в Ирак.
На 11 януари 2020 г. въоръжените сили на Ислямска република Иран излизат с изявление, че са свалили самолета, погрешно определяйки го като „вражеска цел“.